# تپه ده‌کهنه میمنت آباد
تپه ده کهنه میمنت آباد مربوط به دوران‌های تاریخی پس از اسلام است و در شهرستان قروه، بخش چهاردولی، روستای میمنت آباد واقع شده و این اثر در تاریخ ۲۵ اسفند ۱۳۷۹ با شمارهٔ ثبت ۳۵۸۴ به‌عنوان یکی از آثار ملی ایران به ثبت رسیده است.